# Gabi Ngcobo

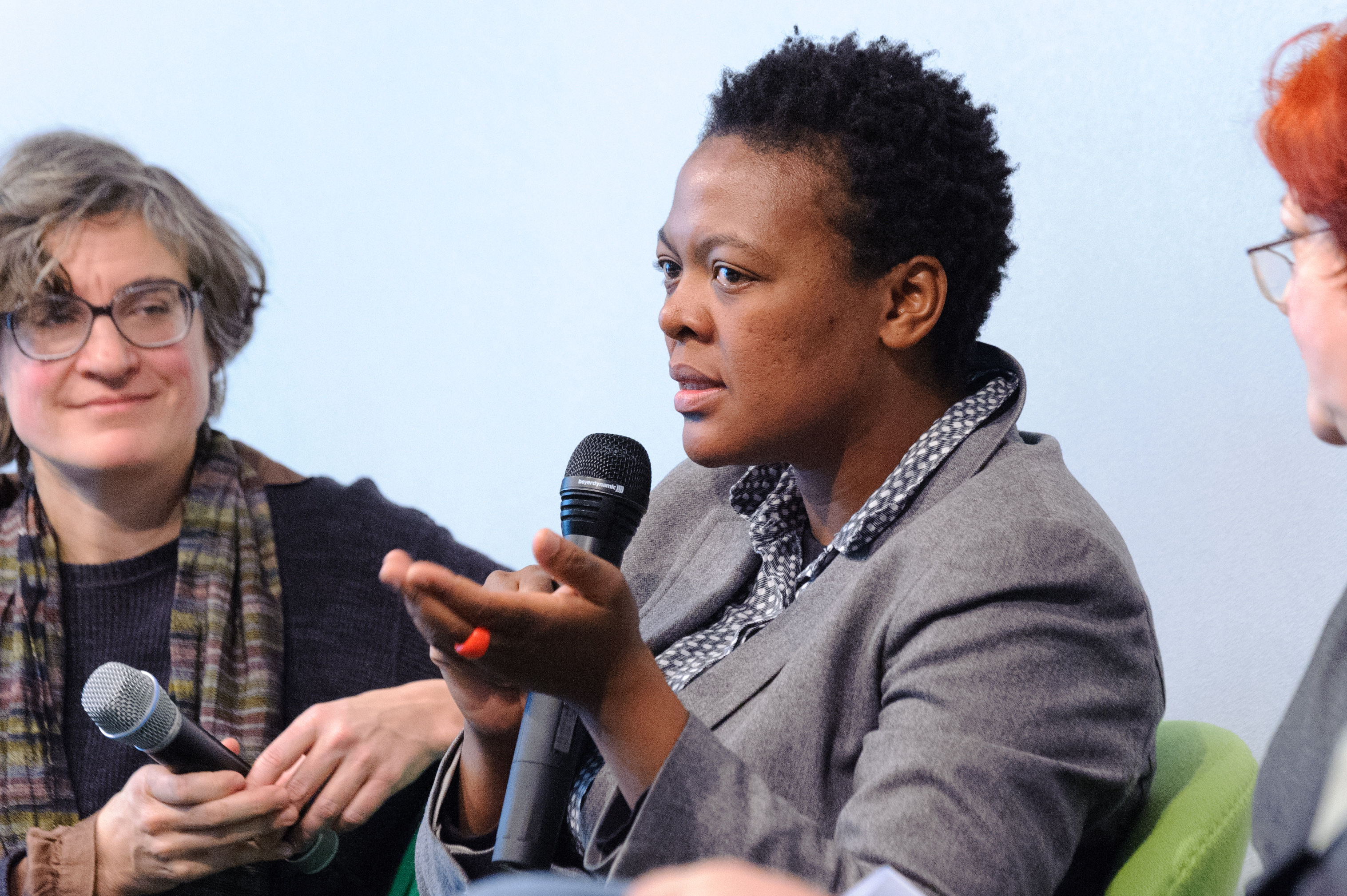
Gabi Ngcobo, 2012

Gabi Ngcobo (* 1974 in Umlazi, Durban) ist eine südafrikanische Kuratorin, Künstlerin und Hochschullehrerin. 2021 übernimmt sie die kuratorische Leitung am Javett Art Centre der Universität Pretoria.

## Werdegang
Gabi Ngcobo wuchs in Umlazi auf, einem Township von Durban in der heutigen Provinz KwaZulu-Natal. Sie studierte an der Universität von Durban-Westville, wo sie einen Bachelor in Kunstwissenschaften erwarb. In Kapstadt arbeitete sie an der South African National Gallery und für die Cape Africa Platform und kuratierte im Jahr 2007 zusammen mit Jonathan Garnham die Cape 07 Biennale.
Gabi Ngcobo schloss 2010 am Center for Curatorial Studies des Bard College in New York den Master in curatorial studies ab.
Von 2011 bis 2020 war sie Dozentin an der Wits School of Arts der University of the Witwatersrand in Johannesburg und übernimmt 2021 offiziell die kuratorische Leitung am Javett Art Centre der University of Pretoria (Javett-UP), welche sie bereits seit November 2020 ad interim besetzte.
Als Kuratorin war sie 2018 für die 10. Berlin Biennale für zeitgenössische Kunst in Berlin verantwortlich. Zum erweiterten Kurationsteam gehörten Nomaduma Rosa Masilela, Serubiri Moses, Thiago de Paula Souza und Yvette Mutumba. Gabi Ngcobo war 2016 Ko-Kuratorin der 32. São Paulo Biennale, welche im Ciccillo Matarazzo Pavilion in São Paulo präsentiert wurde. 2015 kuratierte sie im Rahmen ihrer Residency am Weltkulturen Museum in Frankfurt am Main gemeinsam mit Yvette Mutumba die Ausstellung A Labour of Love.
Seit den frühen 2000er Jahren ist Gabi Ngcobo vor allem in kollaborativen, künstlerischen sowie edukativen Projekten engagiert. Gemeinsam mit Dineo Seshee Bopape und Sinethemba Twalo war sie Gründerin der NGO – Nothing Gets Organised und des Center for Historical Reenactments (CHR), welches 2010 ins Leben gerufen wurde. NGO setzt den Fokus auf Prozess und Selbstorganisation außerhalb vorgegebener Strukturen und Kontexten, wobei das Center for Historical Reenactments auf historische Hinterlassenschaften reagiert und nach deren Nachwirken in der zeitgenössischen Kunst fragt. CHR wurde u. a. im Team mit Kemang Wa-Lehulere und Donna Kukama geführt und war Teil der 11. Biennale de Lyon. Im Jahr 2022 saß Gabi Ngcobo im Beirat der documenta fifteen.
Gabi Ngcobo ist ein Gründungsmitglied des Visual Arts Network of South Africa (VANSA), einem Berufsverband für südafrikanische Künstlerinnen und Künstler.
Ihre Texte werden in Katalogen, Büchern sowie Journalen publiziert.

## Publikationen
- Yvette Mutumba, Gabi Ngcobo (Hrsg.) et al.: A LABOUR OF LOVE. Kunst aus Südafrika – Die 80er jetzt. Kerber Verlag, Bielefeld 2015 (Ausstellungskatalog Weltkulturen Museum), ISBN 978-3-7356-0140-7[15]
- Gabi Ngcobo: Don’t/Panic. Goethe-Institut, Heinrich-Böll-Stiftung, Johannesburg 2011, ISBN 978-1-9201-9637-0[16]